# Barong (Schwert)
Das Barong (auch Bajau Beladau, Baju Baladau, Klewang Beladan, Sulu Knife) ist das traditionelle Hiebschwert der philippinischen Morostämme auf Sulu und Mindanao sowie in Borneo.

## Geschichte
Das Barong ist seit dem 14. Jahrhundert bis zur heutigen Zeit auf den Philippinen in Gebrauch. Die Stämme der Inselgruppe benutzen es als Waffe und als Werkzeug.

## Beschreibung
Das Barong hat eine ovale Klinge, die vom Heft an bis zur Mitte breiter wird; ab der Mitte wird es schmaler und läuft dann spitz zu. Die Klinge ist einschneidig und glatt gearbeitet. Bei manchen ist auch eine Rückenschneide vorhanden, die von der Spitze bis etwa zur Hälfte der Klinge verläuft. Die Barong haben weder einen Mittelgrat noch einen Hohlschliff oder eine Hohlkehle. Die durchschnittliche Länge beträgt etwa 60 cm, die Breite etwa 15 cm. Das Heft ist aus Holz, Horn, Metall, Silber, Gold oder aus Elfenbein (oder Kombinationen von allem) geschnitzt und am hinteren Ende nach unten abgebogen. Er hat keinen Parier, und der Griff sowie der Knauf sind aus einem Stück geschnitzt. Das Griffende ist, wie beim Barong typisch, mit einer Schnitzerei verziert, die einem stilisierten Vogelkopf ähnelt. Die Scheiden werden aus Holz gefertigt und sind durch einfache Schnitzereien verziert. Im Allgemeinen werden die für den Kampf vorgesehenen Schwerter einfacher gearbeitet als die prunkvoll geschnitzten, die für traditionelle Riten oder als Standeswaffe vorgesehen sind. Allen Barong ist es durch ihre Konstruktion zu Eigen, dass sie sehr gut ausgewogen sind.